# Maria Vassilakou

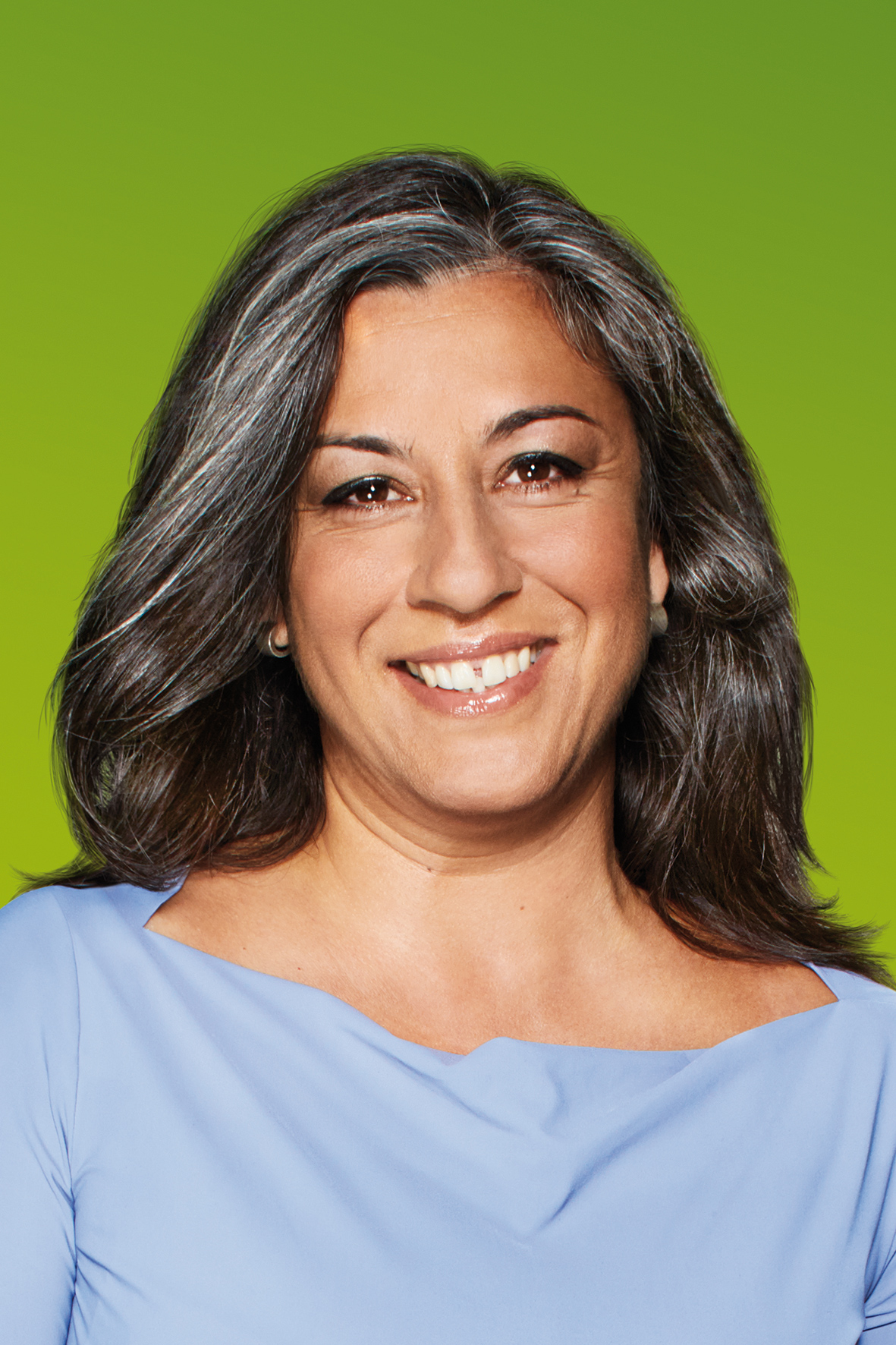
Maria Vassilakou (2015)

Maria Vassilakou (griechisch Μαρία Βασιλάκου; * 23. Februar 1969 in Athen) ist eine österreichisch-griechische Stadtplanerin und ehemalige Politikerin (Die Grünen). Von 2010 bis 2019 war sie Wiener Vizebürgermeisterin und Stadträtin für Stadtentwicklung, Verkehr, Klimaschutz, Energieplanung und BürgerInnenbeteiligung.

## Leben

### Kindheit und Jugend
Maria Vassilakou wurde als einziges Kind einer Goldschmiedin und eines Bauunternehmers geboren. Nachdem sie in Athen maturiert hatte, kam sie 1986 nach Wien, um in der österreichischen Hauptstadt ab 1988 ein Studium als Dolmetscherin für Deutsch, Englisch und Französisch zu absolvieren. 1990 begann sie das Studium der Sprachwissenschaft, das sie 1994 abschloss.

### Politische Anfänge
Ihre politische Laufbahn in Österreich begann Vassilakou bereits an der Universität Wien, als sie von 1991 an im Sozialreferat der Österreichischen Hochschülerschaft (ÖH) an der Universität Wien tätig war, bis sie zwei Jahre später zur Ausländerreferentin des Zentralausschusses der ÖH avancierte. 1995 wurde sie dessen Generalsekretärin. Im selben Jahr engagierte Peter Pilz sie für den Grünen Klub im Wiener Rathaus.
1996 zog sie für Die Grünen Wien in den Wiener Gemeinderat ein und wurde Integrationssprecherin der Grünen. Bei der Wahl 2001 trat sie auf dem zweiten Listenplatz an. Sie wurde dann von ihrer Partei als nicht amtsführende Stadträtin nominiert und war als solche (oppositionelles) Mitglied des Wiener Stadtsenats. Sie war zudem weiterhin Integrations-, Sicherheits-, Menschenrechts- und Behindertensprecherin ihrer Partei.

### Wiener Spitzenkandidatin und Vizebürgermeisterin

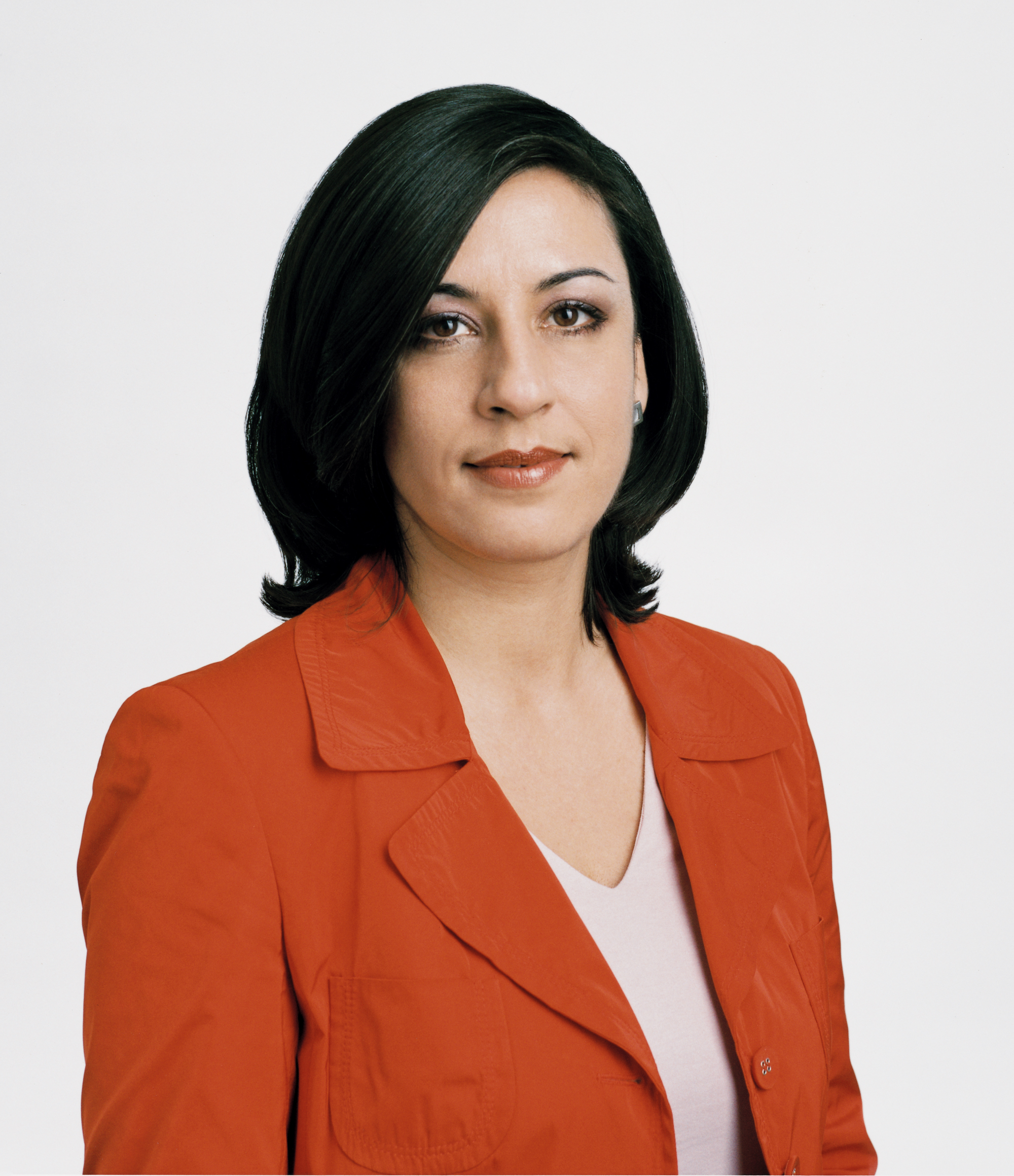
Pressefoto (2005)

Im Jänner 2004 wurde Vassilakou in den Bundesvorstand der Grünen gewählt, nachdem sie von 1997 bis 2001 bereits Mitglied im Landesvorstand der Wiener Grünen gewesen war. In Wien wurde sie für die Gemeinderatswahl 2005 zur Spitzenkandidatin gewählt, wo die Grünen mit 14,6 Prozent und einem Zuwachs von vier Mandaten das beste Wahlergebnis seit Bestehen der Wiener Partei erreichten. Das Wahlziel, vor ÖVP und FPÖ zweitstärkste Partei nach der SPÖ zu werden, wurde dabei nicht erreicht.
Nach dem Rückzug von Madeleine Petrovic wurde Vassilakou am 31. Mai 2008 neben Eva Glawischnig zur zweiten stellvertretenden Bundessprecherin der Grünen gewählt.
Im Oktober 2009 wurde ihr vom neu gewählten griechischen Ministerpräsidenten Giorgos Andrea Papandreou angeboten, stellvertretende griechische Umweltministerin zu werden, was sie jedoch ablehnte.
Zur Landtags- und Gemeinderatswahl in Wien 2010 war Vassilakou erneut Spitzenkandidatin ihrer Partei. Die Grünen erreichten mit 12,6 Prozent der abgegebenen Stimmen erneut den vierten Platz. Da die Sozialdemokraten die absolute Mehrheit verfehlten, stand die SPÖ vor der Entscheidung, mit der ÖVP oder mit den Grünen zu koalieren – eine Koalition mit der FPÖ unter Heinz-Christian Strache lehnte die SPÖ von vornherein ab –, und entschied sich für die Grünen.
Dem Ergebnis der Koalitionsverhandlungen zufolge wurde Vassilakou am 25. November 2010 vom Gemeinderat im neuen Stadtsenat mit 58 von 100 Stimmen zu einer der beiden Vizebürgermeisterinnen, neben der im Amt verbleibenden Renate Brauner, gewählt. Als erste grüne Vizebürgermeisterin Wiens übernahm sie das neu geschaffene Ressort für Stadtentwicklung, Verkehr, Klimaschutz, Energieplanung und BürgerInnenbeteiligung.
Zu den Ergebnissen ihrer Tätigkeit als Wiener Vizebürgermeisterin und Verkehrsstadträtin von 2010 bis 2015 zählen vor allem die Vergünstigung der Jahreskarte der Wiener Linien auf 365 Euro, die Verkehrsberuhigung der Mariahilfer Straße, der Ausbau des Radwegenetzes und der Radsicherheit und die Ausweitung der Parkraumbewirtschaftung (siehe „Wiener Parkpickerl“).
Vor der Wahl im Oktober 2015 wollte Vassilakou ein „gutes grünes Ergebnis“ mit einem Stimmenanteil von 14 bis 15 Prozent erreichen, für den Fall von Verlusten kündigte sie ihren Rücktritt an. Als die Grünen bei der Gemeinderatswahl knapp einen Prozentpunkt am Stimmenanteil sowie ein Mandat im Vergleich zur Wahl 2010 verloren, wollte sie von der früheren Ankündigung nichts mehr wissen und blieb. Dies sorgte teilweise innerhalb, vor allem aber außerhalb der Partei für heftige Kritik.
Im Jahr 2017 setzte Vassilakou das umstrittene Hochhausprojekt am Wiener Heumarkt gegen den Widerstand der Basis, die sich in einer bindenden Abstimmung gegen das Projekt ausgesprochen hatte, gemeinsam mit der SPÖ durch. Kurz darauf setzte die UNESCO die Stadt Wien aufgrund dieses Projekts auf die Liste des gefährdeten Welterbes zur Aberkennung des Weltkulturerbe-Status, da das historische Zentrum Wiens durch das Hochhaus den „außergewöhnlichen, universellen Wert“ verliere.
Im September 2018 kündigte sie an, bei der nächsten Wien-Wahl nicht mehr antreten zu wollen. Die darauffolgende Spitzenwahl um ihre Nachfolge als Vizebürgermeisterin und Stadträtin im November 2018 gewann Birgit Hebein, die sich gegen innerparteiliche Konkurrenten wie u. a. David Ellensohn oder Peter Kraus durchsetzte.
Am 26. Juni 2019 folgte ihr Birgit Hebein als Vizebürgermeisterin und Stadträtin nach.

### Nach der Politik
Vassilakou kündigte an, in Zukunft weiterhin im Bereich der Stadtentwicklung tätig sein zu wollen. Sie werde als Beraterin für Städte in Asien und Afrika zur Verfügung stehen. Im Juli 2019 wurde bekannt, dass sie als Mitglied eines 15-köpfigen Mission Boards für die europäischen Forschungs- und Innovationsmissionen im Rahmen des EU-Forschungsrahmenprogramms Horizon Europe bis Ende 2019 mit anderen Experten konkrete Forschungsvorhaben im Bereich klimaneutrale Städte definieren soll.

### Wieder in der Politik
Im Februar 2024 wurde bekannt, dass Vassilakou mit zwei Partnern in Griechenland, einer der beiden war Vizebürgermeister von Athen, die Partei Kosmos gründeten. Mit dieser Partei trat sie bei den EU-Wahlen 2024 an. Bei der Wahl im Juni erhielt die Partei 1,08 % der Stimmen und verpasste damit den Einzug ins Europäische Parlament.

## Privates
Vassilakou besitzt sowohl die österreichische – seit 1996 – als auch die griechische Staatsbürgerschaft, da Griechenland prinzipiell niemanden aus seinem Staatsverband entlässt. Seit 1995 ist sie mit dem studierten Linguisten und selbstständigen Kommunikationsberater Bernd Matouschek verheiratet.

## Auszeichnungen
- 2023: Großes Goldenes Ehrenzeichen für Verdienste um das Land Wien[29]